# خوليو سيزار سالازار
خوليو سيزار سالازار (بالإسبانية: Julio César Salazar) هو منافس ألعاب قوى مكسيكي، ولد في 8 يوليو 1993 في تشيهواهوا في المكسيك.

## وصلات خارجية
- خوليو سيزار سالازار على موقع الاتحاد الدولي لألعاب القوى (الإنجليزية)
- خوليو سيزار سالازار على موقع اللجنة الأولمبية الدولية (الإنجليزية)
- خوليو سيزار سالازار على موقع أوليمبيديا (الإنجليزية)